# Parafia św. Mikołaja w Stratford
Parafia św. Mikołaja – prawosławna parafia w Stratford, w eparchii wschodnioamerykańskiej i nowojorskiej Rosyjskiego Kościoła Prawosławnego poza granicami Rosji.
Parafia została założona przez grupę emigrantów rosyjskich w 1929. Początkowo jej świątynią była kaplica domowa w jednym z budynków przy Lake Street. W 1942, wobec znacznego wzrostu liczby wiernych, została wzniesiona wolno stojąca cerkiew w stylu naśladującym XII-wieczną architekturę Nowogrodu Wielkiego.
Językami liturgicznymi parafii są cerkiewnosłowiański i angielski.